# Глюкокортикоидный рецептор
Глюкокортикоидный рецептор (англ. GR), также известный как NR3C1  — белок человека, рецептор глюкокортикоидов и фактор транскрипции. Относится к ядерным рецепторам, что отражено в названии (англ. nuclear receptor subfamily 3, group C, member 1, NR3C1).
Альтернативный сплайсинг порождает три изоформы рецептора: альфа, бета и гамма.
GR экспрессируется почти в каждой клетке организма и регулирует гены, контролирующие развитие, метаболизм и иммунный ответ. Поскольку ген рецептора экспрессируется в нескольких формах, он оказывает множество различных (плейотропных) эффектов в разных частях тела.
Когда глюкокортикоиды связываются с GR, основной механизм их действия заключается в регуляции транскрипции генов. Несвязанный рецептор находится в цитозоле клетки. После связывания рецептора с глюкокортикоидом комплекс рецептор-глюкокортикоид может пойти по одному из двух путей. Активированный комплекс GR повышает экспрессию противовоспалительных белков в ядре или подавляет экспрессию провоспалительных белков в цитозоле (предотвращая транслокацию других факторов транскрипции из цитозоля в ядро).
У человека ген, кодирующий глюкокортикоидный рецептор — NR3C1, локализован на длинном плече (q-плече) 5-й хромосомы.

## Структура
Как и другие стероидные рецепторы, глюкокортикоидный рецептор имеет модульную структуру и содержит следующие домены (обозначены A - F):
- A/B — N-концевой регуляторный домен
- C — ДНК-связывающий домен (DBD)
- D — шарнирная область
- E — лиганд-связывающий домен (LBD)
- F — С-концевой домен.

## Связывание лиганда и ответная реакция
В отсутствие гормона глюкокортикоидный рецептор (GR) находится в цитозоле в комплексе с различными белками, включая белок теплового шока 90 (hsp90), белок теплового шока 70 (hsp70) и белок FKBP4 (FK506-связывающий белок 4). Эндогенный глюкокортикоидный гормон кортизол диффундирует через клеточную мембрану в цитоплазму и связывается с глюкокортикоидным рецептором (GR), что приводит к высвобождению белков теплового шока. Образовавшаяся активированная форма GR имеет два основных механизма действия — трансактивацию и трансрепрессию, описанные ниже.

### Трансактивация
Прямой механизм действия включает гомодимеризацию рецептора, транслокацию посредством активного транспорта в клеточное ядро и связывание со специфическими чувствительными элементами ДНК, активирующими транскрипцию генов. Этот механизм действия называется трансактивацией.

### Трансрепрессия
В отсутствие активированного GR другие транскрипционные факторы, такие как NF-κB или AP-1, сами способны трансактивировать гены-мишени. Однако активированный GR может вступать в комплекс с этими другими транскрипционными факторами и препятствовать их связыванию с генами-мишенями, что приводит к подавлению экспрессии генов, которые обычно повышаются NF-κB или AP-1. Этот непрямой механизм действия называется трансрепрессией. Трансрепрессия GR через NF-κB и AP-1 ограничена только определёнными типами клеток и не считается универсальным механизмом репрессии IκBα.

## Клиническое значение
GR аномален при семейной глюкокортикоидной резистентности.
В структурах центральной нервной системы глюкокортикоидный рецептор вызывает всё больший интерес как новый представитель нейроэндокринной интеграции, функционирующий в качестве основного компонента эндокринного влияния — в частности, стрессового ответа — на мозг. В настоящее время рецептор участвует как в краткосрочных, так и в долгосрочных адаптациях в ответ на стресс и может иметь решающее значение для понимания психологических расстройств, включая некоторые или все подтипы депрессии и посттравматического стрессового расстройства (ПТСР). Действительно, давние наблюдения, такие как дисрегуляции настроения, характерные для болезни Кушинга, демонстрируют роль кортикостероидов в регуляции психологического состояния; последние достижения показали взаимодействие с норадреналином и серотонином на нейронном уровне.
При преэклампсии (гипертоническом заболевании, часто встречающемся у беременных женщин) в крови матери повышается уровень последовательности миРНК, возможно, нацеленной на этот белок. Скорее, в плаценте повышается уровень экзосом, содержащих эту миРНК, что может привести к ингибированию трансляции молекулы. Клиническое значение этой информации пока не выяснено.

## Взаимодействия
Глюкокортикоидный рецептор взаимодействует с:
- BAG1,[20][21]
- CEBPB,[22]
- CREBBP,[23]
- DAP3,[24]
- DAXX,[25]
- HSP90AA1,[24][26][27][28][29][30][31]
- HNRPU,[32]
- MED1,[33][34]
- MED14,[34]
- NR3C2,[35]
- NRIP1,[33][36][37]
- NCOR1,[38][39]
- NCOA1,[33][40]
- NCOA2,[33][41]
- NCOA3,[33][42]
- POU2F1,[43][44]
- RANBP9,[45]
- RELA,[45][46][47]
- SMAD3,[48][49]
- SMARCD1,[42]
- SMARCA4[42][50]
- STAT3,[51][52]
- STAT5B,[53]
- Тиоредоксин,[54]
- TRIM28,[55] и
- YWHAH[56].